# Arcidiocesi di Tijuana
L'arcidiocesi di Tijuana (in latino: Arcidioecesis Tigiuanaënsis) è una sede metropolitana della Chiesa cattolica in Messico. Nel 2022 contava 2.427.000 battezzati su 2.556.000 abitanti. È retta dall'arcivescovo Francisco Moreno Barrón.

## Territorio
L'arcidiocesi comprende i municipi di Tijuana, Playas de Rosarito e Tecate, nello stato messicano della Bassa California.
Sede arcivescovile è la città di Tijuana, dove si trova la cattedrale di Nostra Signora di Guadalupe.
Il territorio si estende su una superficie di 3.821 km² ed è suddiviso in 101 parrocchie.

### Provincia ecclesiastica
La provincia ecclesiastica della Bassa California, istituita nel 2006, comprende l'arcidiocesi di Tijuana e le seguenti suffraganee:
- la diocesi di Mexicali, eretta nel 1966,
- la diocesi di La Paz nella Bassa California del Sud, eretta nel 1988,
- la diocesi di Ensenada, eretta nel 2007.

## Storia
I primi missionari a raggiungere la penisola della California furono i gesuiti, che nel 1697 fondarono la missione di Loreto, punto di partenza dell'evangelizzazione di tutta la California, sia quella messicana sia quella statunitense. Nel XVIII secolo furono erette le missioni di Santa Gertrudis (1752), San Francisco Borja (1762) e Santa Maria (1767), che oggi si trovano nel territorio dell'arcidiocesi di Tijuana.
Nel 1768 i gesuiti furono espulsi dal Messico per ordine del re Carlo III di Spagna. Le missioni californiane passarono ai francescani, i quali tuttavia si interessarono soprattutto della California del Nord, grazie in particolare all'opera missionaria di Junípero Serra. Per questo motivo le missioni della penisola della California furono cedute ai domenicani, che giunsero a Loreto nel 1773.
Mentre le missioni della California del Nord fiorirono e si moltiplicarono, quelle della California del Sud soffrirono della situazione politica della prima metà dell'Ottocento e della crisi dell'ordine dei domenicani: nel 1855, in tutte le missioni della California meridionale, v'erano solo 2 sacerdoti domenicani.
Il 27 aprile 1840 papa Gregorio XVI eresse la diocesi della California, con sede a San Diego. Tuttavia, a seguito del trattato di Guadalupe Hidalgo del 1848, la California fu divisa fra Messico e Stati Uniti. Il governo messicano si oppose a che la California messicana fosse governata da un vescovo straniero, e impedì al vescovo José Sadoc Alemany y Conill di esercitare la sua giurisdizione sulla Bassa California. Questa fu data in amministrazione dapprima a José Maria González Rúbio, vicario di Alemany e messicano di nascita, e poi, nel 1853, agli arcivescovi di Città del Messico.
Il 23 marzo 1855 la Santa Sede nominò Juan Francisco Escalante y Moreno, vescovo titolare di Anastasiopoli, primo vicario capitolare della Bassa California. Questi pose la sua sede a La Paz, dove dette avvio alla costruzione della chiesa di Nostra Signora della Pace, oggi cattedrale della diocesi di La Paz nella Bassa California del Sud. Morì nell'aprile del 1872 e venne sepolto nella chiesa da lui costruita.
Gli succedette il carmelitano Ramón María de San José Moreno y Castañeda, vescovo titolare di Eumenia, che soffrì diverse persecuzioni da parte delle autorità civili: per due volte fu incarcerato, subì tre attentati contro la sua vita e infine fu espulso dal Paese.
Le missioni della California messicana prosperarono nel centro-sud della penisola, mentre la parte settentrionale fu evangelizzata da sacerdoti missionari provenienti da più parti, tra cui si distinsero: Antonio Ubach, prete della diocesi di Monterey, che per molti anni fu l'unico sacerdote che operò nel territorio dell'odierna arcidiocesi di Tijuana; il domenicano tedesco William Dempflin e il suo confratello James Reginald Newell, missionari itineranti tra i diversi villaggi nel nord della Bassa California; e i sacerdoti diocesani Luciano Osuna, Celso García e Guillermo Luis Dye. Luciano Osuna edificò la prima chiesa a Tijuana nel 1888 e i primi battesimi registrati nel territorio risalgono al 1894.
Il 20 gennaio 1874 fu ufficialmente eretto il vicariato apostolico della Bassa California con il breve Quod Catholici nominis di papa Pio IX, ricavandone il territorio dall'arcidiocesi di Città del Messico.
Quando il francescano Buenaventura del Purísimo Corazón de María Portillo y Tejeda, vescovo titolare di Tricca e successore di Ramón María de San José Moreno y Castañeda, venne trasferito a Chilapa, la Santa Sede non nominò più vicari apostolici per la Bassa California, la cui sede rimase vacante per quasi 40 anni.
La sede fu data in amministrazione ai vescovi di Sonora, mentre nel 1891 il vicariato apostolico entrò a far parte della provincia ecclesiastica dell'arcidiocesi di Durango. Nel 1895 la Santa Sede affidò l'amministrazione del vicariato apostolico al Collegio dei Missionari dei Santi Pietro e Paolo di Roma. Infine, verso la fine del 1939, il vicariato fu affidato ai Missionari dello Spirito Santo.
Il 12 dicembre 1909 fu inaugurata a Tijuana la nuova chiesa di Nostra Signora di Guadalupe, sul cui sito si trova oggi la cattedrale dell'arcidiocesi.
Eccetto la breve parentesi tra il 1921 e il 1922, durante i quali il vicariato apostolico fu governato da Silvino Ramírez y Cuera, vescovo titolare di Verinopoli, la sede rimase ancora senza guida fino al 1948, anno in cui venne nominato Alfredo Galindo Mendoza.
Con l'arrivo dei Missionari dello Spirito Santo nel 1939, il vicariato apostolico visse una nuova giovinezza. Furono aperte nuove missioni e nuove chiese furono edificate soprattutto nel nord a Tijuana, Mexicali e Ensenada negli 1940-1949. Il superiore dei Missionari dello Spirito Santo, Felipe Torres Hurtado, trasferì la sede del vicariato apostolico da La Paz a Ensenada e poi, nel 1944, a Tijuana. A Ensenada fu istituito il Seminario Misional de Nuestra Señora de La Paz, aperto ufficialmente l'8 dicembre 1940; verrà trasferito a Tijuana nel 1946. Nuove congregazioni religiose, soprattutto femminili, aprirono le loro case nella penisola californiana, contribuendo enormemente all'evangelizzazione del vicariato apostolico.
Il 13 luglio 1957 il vicariato apostolico della Bassa California venne diviso in due, con l'erezione della prefettura apostolica di La Paz nella Bassa California (oggi diocesi). Lo stesso giorno, in forza del decreto Cum propter della Congregazione di Propaganda Fide, assunse il nome di vicariato apostolico di Tijuana.
Il 13 giugno 1963 il vicariato apostolico fu elevato a diocesi con la bolla Pro apostolico munere di papa Paolo VI. La nuova diocesi originariamente apparteneva alla provincia ecclesiastica dell'arcidiocesi di Hermosillo.
Il 25 marzo 1966 cedette un'altra porzione del suo territorio a vantaggio dell'erezione della diocesi di Mexicali.
Il 4 marzo 1967, con la lettera apostolica Lauretanae Virgini, papa Paolo VI ha proclamato la Beata Maria Vergine di Loreto patrona principale della diocesi.
Il 25 novembre 2006 con la bolla Mexicani populi di papa Benedetto XVI fu istituita la provincia ecclesiastica della Bassa California con l'elevazione della diocesi di Tijuana al rango di arcidiocesi metropolitana, a cui furono assegnate come suffraganee le diocesi di La Paz nella Bassa California del Sud e di Mexicali.
Il 26 gennaio 2007 l'arcidiocesi ha ceduto una porzione del suo territorio a vantaggio dell'erezione della diocesi di Ensenada.

## Cronotassi dei vescovi
Si omettono i periodi di sede vacante non superiori ai 2 anni o non storicamente accertati.
- Juan Francisco Escalante y Moreno † (23 marzo 1855 - 2 aprile 1872 deceduto)
- Ramón María de San José Moreno y Castañeda, O.Carm. † (22 dicembre 1873 - 22 settembre 1879 nominato vescovo di Chiapas)
- Buenaventura del Purísimo Corazón de María Portillo y Tejeda, O.F.M. † (9 marzo 1880 - 25 settembre 1882 nominato vescovo di Chilapa)
  - Sede vacante (1882-1921)
- Silvino Ramírez y Cuera † (26 maggio 1921 - 15 settembre 1922 deceduto)
  - Sede vacante (1922-1948)
- Alfredo Galindo Mendoza, M.Sp.S. † (9 dicembre 1948 - 21 marzo 1970 ritirato)[15]
- Juan Jesús Posadas Ocampo † (21 marzo 1970 - 28 dicembre 1982 nominato vescovo di Cuernavaca)
- Emilio Carlos Berlie Belaunzarán (3 giugno 1983 - 15 marzo 1995 nominato arcivescovo di Yucatán)
- Rafael Romo Muñoz (13 gennaio 1996 - 16 giugno 2016 ritirato)
- Francisco Moreno Barrón, dal 16 giugno 2016

## Statistiche
L'arcidiocesi nel 2022 su una popolazione di 2.556.000 persone contava 2.427.000 battezzati, corrispondenti al 95,0% del totale.
| anno | popolazione | popolazione | popolazione | presbiteri | presbiteri | presbiteri | presbiteri                | diaconi | religiosi | religiosi | parrocchie |
| anno | battezzati  | totale      | %           | numero     | secolari   | regolari   | battezzati per presbitero | diaconi | uomini    | donne     | parrocchie |
| ---- | ----------- | ----------- | ----------- | ---------- | ---------- | ---------- | ------------------------- | ------- | --------- | --------- | ---------- |
| 1950 | 285.000     | 300.000     | 95,0        | 43         | 12         | 31         | 6.627                     |         | 53        | 170       | 21         |
| 1965 | 625.000     | 650.000     | 96,2        | 80         | 52         | 28         | 7.812                     |         | 37        | 449       | 24         |
| 1970 | 508.250     | 535.000     | 95,0        | 43         | 43         |            | 11.819                    |         |           | 297       | 27         |
| 1976 | 675.000     | 730.000     | 92,5        | 90         | 55         | 35         | 7.500                     | 2       | 47        | 356       | 25         |
| 1980 | 965.000     | 1.057.000   | 91,3        | 82         | 53         | 29         | 11.768                    | 2       | 40        | 335       | 34         |
| 1990 | 1.788.000   | 1.925.000   | 92,9        | 150        | 97         | 53         | 11.920                    | 2       | 108       | 388       | 47         |
| 1999 | 2.778.420   | 2.985.767   | 93,1        | 204        | 134        | 70         | 13.619                    | 2       | 156       | 562       | 82         |
| 2000 | 2.570.000   | 2.770.000   | 92,8        | 214        | 137        | 77         | 12.009                    | 4       | 151       | 586       | 85         |
| 2001 | 2.600.888   | 2.800.888   | 92,9        | 212        | 134        | 78         | 12.268                    | 12      | 182       | 521       | 88         |
| 2002 | 2.631.377   | 2.894.514   | 90,9        | 215        | 140        | 75         | 12.238                    | 12      | 136       | 520       | 93         |
| 2003 | 2.475.397   | 2.912.232   | 85,0        | 221        | 142        | 79         | 11.200                    | 12      | 148       | 548       | 97         |
| 2004 | 2.755.776   | 2.900.000   | 95,0        | 260        | 182        | 78         | 10.599                    | 11      | 161       | 575       | 106        |
| 2010 | 2.170.000   | 2.284.000   | 95,0        | 214        | 150        | 64         | 10.140                    | 11      | 125       | 430       | 95         |
| 2014 | 2.245.000   | 2.363.000   | 95,0        | 221        | 158        | 63         | 10.158                    | 10      | 115       | 435       | 99         |
| 2017 | 2.316.860   | 2.439.400   | 95,0        | 234        | 159        | 75         | 9.901                     | 26      | 115       | 464       | 99         |
| 2020 | 2.386.400   | 2.512.650   | 95,0        | 228        | 161        | 67         | 10.466                    | 20      | 111       | 478       | 101        |
| 2022 | 2.427.000   | 2.556.000   | 95,0        | 218        | 160        | 58         | 11.133                    | 19      | 80        | 462       | 101        |